# ویلانووا دآردنگی
ویلانووا دآردنگی (به ایتالیایی: Villanova d'Ardenghi) یک کومونه در ایتالیا است که در استان پاویا واقع شده‌است. ویلانووا دآردنگی ۶٫۸ کیلومتر مربع مساحت و ۷۱۱ نفر جمعیت دارد.